# GX (로켓)
GX는 개발이 취소된 일본의 우주로켓이다. 아틀라스 III와 아틀라스 V에 사용된 미러합작엔진 RD-180을 사용할 예정이었다. IHI, JAXA, 록히드 마틴이 함께 사업을 추진했었다. 2010년 일본 정부는 이 사업을 취소했다. 엡실론 로켓, H3 로켓 개발 계획을 진행 중이다.
1단 엔진은 미국에서 사용되고 있는 러시아 생산의 RD-180을 사용하고, 2단 엔진은 일본 생산의 세계최초의 LNG 엔진을 사용할 예정이었다. LNG엔진은 개발이 난항해서 스펙이 변경되었지만, 최종적으로 LE-8엔진으로서 완성되었다. GX로켓의 개발이 취소해서, LE-8엔진이 비행할 일은 없었지만, 일본은 LE-8엔진 개발로 획득한 LNG엔진 기술을 사용하고, 혁신적인 상단용의 소형 엔진의 연구를 하고 있다.

## RD-180
미국의 우주발사체 아틀라스 III와 아틀라스 V에 사용되며, GX에 사용될 예정이었다.
2017년 발사예정인 한국의 KSLV-II에도 이 엔진이 사용될 예정이었다. 그러나 러시아의 취소로 한국은 국산 추력 75톤급 엔진을 사용하기로 하였다.
2009년 4월 29일, 한국 정부의 무기공급상이라고 자신을 소개한 재미교포가 아틀라스 V의 엔진인 RD-180을 밀거래하여 한국으로 수출하려다 FBI에 체포되었다. RD-180은 2018년에 발사될 예정이었던 KSLV-II에 사용하려고 했다고 보도되었다.

## 같이 보기
- H-IIA - 일본의 주력 로켓
- H-IIB - 일본의 주력 로켓
- 람다 4S - 일본이 최초에 인공 위성을 발사한 로켓
- M-V - 일본의 대형고체연료 로켓